# Carcharhinus sorrah
 Carcharhinus sorrah és una espècie de peix de la família dels carcarínids i de l'ordre dels carcariniformes.

## Morfologia
Els mascles poden assolir els 160 cm de longitud total.

## Distribució geogràfica
Es troba des del Mar Roig i l'Àfrica oriental (incloent-hi Madagascar, Maurici i les Seychelles) fins a les Filipines, Xina, Austràlia i Salomó.